# アウリッツ/ブルゲテ
ブルゲテ(スペイン語: Burguete)またはアウリッツ(バスク語: Auritz)は、スペイン・ナバーラ州のムニシピオ（基礎自治体）。両言語名が優劣の差なく公式名であり、スペイン内務省などは二言語の名称をスラッシュで区切ったAuritz/Burguete（アウリッツ/ブルゲテ）という表記を用いることがある。コマルカ（郡）としてはアウニャメンディにある。ローランの歌の舞台として知られるロンセスバーリェスの南西約3kmにあり、州都パンプローナの北東約45kmにある。2014年の人口は260人だった。

## ヘミングウェイとブルゲテ
1924年と1925年、アウリッツ/ブルゲテにはアメリカ人小説家アーネスト・ヘミングウェイがしばしの間滞在し、オスタル・ブルゲテの2階8号室（現在は25号室）に宿泊した。長編第1作『日はまた昇る』にはこのホテルも登場し、ヘミングウェイは主人公のジェイクに（宿泊料が）「高すぎる」と語らせている。ヘミングウェイはナバーラ地方の郷土料理である「マスのナバーラ風」を好んで食べ、近くのイラティ川で釣りにいそしんだ。

## 人口
| アウリッツ/ブルゲテの人口推移 1900－2009                |
|                                                         |
| 出典:INE（スペイン国立統計局）1900年 - 1991年、1996年 - |